# Minervino Murge
Minervino Murge is een gemeente in de Italiaanse provincie Barletta-Andria-Trani (regio Apulië) en telt 8664 inwoners (31-05-2019). De oppervlakte bedraagt 255,3 km², de bevolkingsdichtheid is 39 inwoners per km².

## Demografie
Minervino Murge telt ongeveer 4145 huishoudens. Het aantal inwoners daalde in de periode 1991-2001 met 7,0% volgens cijfers uit de tienjaarlijkse volkstellingen van ISTAT.
| Jaar | Inwoneraantal |
| ---- | ------------- |
| 1991 | 10.982        |
| 2001 | 10.213        |

## Geboren
- Gaetano Castrovilli (17 februari 1997), voetballer

## Geografie
De gemeente ligt op ongeveer 445 meter boven zeeniveau.
Minervino Murge grenst aan de volgende gemeenten: Andria, Canosa di Puglia, Lavello (PZ), Montemilone (PZ), Spinazzola.
In de omgeving ligt het natuurgebied Nationaal park Alta Murgia. Het is een kalkrijk bergplateau in de streek Murge, naamgever aan het paardenras Murgese.
Andria · Barletta · Bisceglie · Canosa di Puglia · Margherita di Savoia · Minervino Murge · San Ferdinando di Puglia · Spinazzola · Trani · Trinitapoli
1. ↑  https://demo.istat.it/?l=it.